# جان بانیان
جان بانیان (به انگلیسی: John Bunyan) (زاده ۲۸ نوامبر ۱۶۲۸-درگذشته ۳۱ اوت ۱۶۸۸) نویسنده و سخنران انگلیسی بود.
شهرت او به خاطر نوشتن کتاب سیر و سلوک زائر (به انگلیسی: The Pilgrim's Progress) است.
در کلیسای انگلستان یاد او را در ۳۰ اوت در «جشن کوچکتر» گرامی می‌دارند.